# Sd.Kfz. 222
Leichter Panzerspähwagen (2 cm), Sd.Kfz. 222 — германский лёгкий бронеавтомобиль 1930-х годов. Разработан фирмой Eisenwerken Weserhütte в середине 1930-х годов на роль разведывательной или штабной машины. Серийное производство началось в 1937 году и продолжалось до февраля 1944 года, всего выпущено 994 бронеавтомобилей этого типа. Sd.Kfz. 222 использовались германскими войсками на всём протяжении Второй мировой войны, 4 их продано Китаю и 17 Болгарии.

## История создания
В 1934 году в Германии начались работы над новым лёгким бронеавтомобилем с более высокими тактико-техническими характеристиками. Первым шагом в этом направлении стало создание стандартного шасси для тяжёлой армейской автомашины.
Это шасси должно было иметь колёсную формулу 4×4, управление, действующее на все четыре колеса, небольшую массу, малое удельное давление на грунт, высокую прочность, простую конструкцию, удобный доступ к узлам и вытекающую из этого лёгкость в ремонте. Требования оказались столь высокими, что исключали возможность использовать серийные коммерческие шасси. Поэтому все сотрудничавшие с Министерством вооружений компании получили заказ на разработку совершенно новой конструкции. Лучшие образцы были в 1936 году продемонстрированы в Берлине на выставке средств моторизации. Военные остановили свой выбор на прототипе, созданном на заводе Horch в Цвиккау, принадлежавшем концерну Auto-Union AG. Было подготовлено два варианта шасси. Первый вариант, получивший официальное название Einheitsfahrgestell I für schwerer Personenkraftwagen, имел двигатель в корме и был спроектирован специально под установку бронированного кузова. Второй вариант — Einheitsfahrgestell II für schwerer Personenkraftwagen — отличался от первого тем, что двигатель на нём был установлен спереди. Это шасси больше подходило для создания обычных легковых автомобилей тяжёлого класса.
Первый вариант, имевший обозначение Horch 801/EG I, имел массу 1965 кг. Шасси оснащалось двигателем Horch/ Auto-Union V8-108 объёмом 3,5 л и мощностью 75 л. с. при 3600 об/мин. Коробка передач обеспечивала пять передач вперед и одну назад. В соответствии с требованиями военных, привод осуществлялся на все колёса. Рулевое управление также действовало на все четыре колеса, но при движении по шоссе со скоростью более 35 км/ч задние колёса фиксировались в нейтральном положении. Подвеска независимая на двух вертикальных спиральных пружинах. Шины Continental размерами 210-18 имели пневматические камеры низкого давления. Ножной гидравлический тормоз действовал на все колёса шасси.
На базе шасси 801 /EG I был создан новый бронеавтомобиль с длинным названием Leichter Panzerspähwagen mit Einheitsfahrgestell I für sPkw. Работы над машиной вела фирма Eisenwerke Wesserhütte из Бад-Ойнхаузена. Бронеавтомобиль выпускали в нескольких модификациях, различавшихся вооружением и оснащением.
Первыми в формируемые разведывательные части Вермахта начали поступать лёгкие бронеавтомобили Leichter Panzerspähwagen (MG) (Sd.Kfz. 221). С 1936 года они начали постепенно вытеснять старые Sd.Kfz. 13.
Наиболее массовой и удачной модификацией броневика стала Sd.Kfz. 222. Эта машина была вооружена 20-мм автоматической пушкой KwK 30 (на некоторых стояла KwK 38) и пулемётом MG 34, установленными в десятигранной открытой сверху башне. Боекомплект состоял из 180 выстрелов и 1050 патронов. Углы возвышения пушки и пулемёта позволяли вести огонь по воздушным целям. Бронеавтомобилей Sd.Kfz. 222 было изготовлено 989 единиц.  
20 апреля 1940 года представители Вермахта заключили контракт с фирмой Аппель из Берлина и фирмой Ф. Шихау из Эльбинга, предусматривающий разработку проекта установки на бронеавтомобиль орудийной турели 2 cm Hangelafette-38, предназначенным для ведения стрельбы по воздушным целям. Установка новой турели и артиллерийского вооружения увеличило массу бронеавтомобиля до 5000 кг, что привело к некоторой перегрузке шасси. Шасси и двигатель остались прежними, как на пулемётной версии бронеавтомобиля Sd.Kfz. 222. Установка пушки заставила конструкторов изменить надстройку корпуса, а увеличение экипажа до 3-х человек привело к изменению расположения наблюдательных устройств. Также изменили конструкцию сеток, которые прикрывали башню сверху. Официальная документация на машину составлена фирмой Eisenwerke Weserhütte, но строились броневики фирмами Ф. Шихау из Эльбинга и Maschinenfabrik Niedersachsen из Ганновера.
Стоимость одного бронеавтомобиля Sd.Kfz.222 без вооружения составляла 19 600 рейхсмарок. Выпуск лёгких бронемашин модификаций 221/222/223 был крайне неравномерен. Так, в сентябре 1939, сдали 48 машин, в январе 1940 их производство упало до 19. В феврале не выпустили ни одной машины, как и в июле. Максимум за год был достигнут в мае — 24 единицы. В 1941 максимум выпуска так же пришелся на май — 46, однако в октябре не сдали ничего. Первые четыре месяца 1942 года броневики не выпускались вообще, но уже в мае их сдали 46 штук, а максимум за год пришелся на август — 65. В 1943 году машины не выпускались в июле и августе; максимума достигли в апреле, 60 машин. Последние 21 Sd.Kfz. 223 сдали в январе 1944 года.

## Производство
См. Sd.Kfz. 221

## Описание конструкции

### Броневой корпус и башня
Корпус машины состоял из каркаса, собранного из тавровых и уголковых стальных профилей, к которому приваривались бронеплиты. Корпус сваривался из стальных гетерогенных бронеплит, толщина которых колебалась от 5 до 14,5 мм. Днище имело толщину 5 мм, борта, задняя часть корпуса и башни — 8 мм, лобовая часть корпуса и башни — 14.5 мм. Бронекорпус состоял из двух частей (передней и задней), сваренных между собой. К раме шасси корпус крепился с помощью болтовых соединений. В мае 1941 года разработчики бронемашины усилили лобовую броню, доведя её толщину до 30 мм.
Башня бронеавтомобиля имела десятигранную в плане форму в виде усеченной пирамиды, открытой сверху. Стенки башни располагались под наклоном в 30° и имели толщину 8 мм. С целью защиты боевого отделения от ручных гранат открытая крыша башни была частично перекрыта металлической сетью.

### Вооружение
На машине устанавливалась 20-мм автоматическая пушка KwK 30 и спаренный с ней пулемёт MG-34. Скорострельность пушки составляла 280 выстрелов/мин. Начальная скорость бронебойного снаряда — 780 м/с. По немецким данным, он пробивал на расстоянии 500 м 20-мм броню. Наведение пушки на цель ручное. Спуски пушки и пулемёта были синхронизированы, однако возможно было вести и раздельный огонь. Часто упоминается, что боекомплект состоял из 180—200 выстрелов к пушке и 1050—2000 патронов к пулемёту, но в реальности экипаж мог взять больше боеприпасов, так как в машине было свободное место. Вертикальное наведение пушки и пулемёта изменялось от −7° до +80°, благодаря чему был возможен огонь по воздушным целям.
Существовало две версии бронеавтомобиля с 20-мм автоматической пушкой, которые отличались типом орудия. На ранней версии орудие 2 cm KwK.30, на поздней — 2 cm KwK.38. Мощное вооружение и внушительный боекомплект позволял применять эти бронеавтомобили не только для разведки, но и в качестве средства сопровождения и охраны радиомашин.
20-мм автоматическая пушка KwK.30 L/55 с длиной ствола 1100 мм (в Германии она относилась к классу пулемётов). Питание — магазинное, в магазине 10 выстрелов. Пушка обладала практической скорострельностью 60-100 выстрелов в минуту и с расстояния 500 м пробивала установленную под углом 30° броню толщиной 14 мм, а с расстояния 100 м — броню толщиной 20 мм. Для стрельбы использовались бронебойные снаряды PzGr с начальной скоростью 780 м/с и подкалиберные PzGr 40 с начальной скоростью 1050 м/с, пробивавшие на дистанции 100 метров броню толщиной 49 мм, а на дистанции 500 метров — толщиной 20 мм. В вертикальной плоскости пушка, установленная в новой, более просторной десятигранной башне кругового вращения, наводилась на цель в секторе от −7° до +80°, что позволяло вести огонь как по наземным, так и по воздушным целям. В качестве дополнительного вооружения на бронемашине использовался 7,92-мм пулемет MG 34. Башня броневика была открыта сверху, и вместо крыши её закрывал стальной каркас с натянутой на нём проволочной сеткой. Каркас крепился на петлях, поэтому сетку во время боя можно было поднять или опустить. Так, откидывать сетку приходилось при ведении огня по воздушным целям при угле возвышения пушки более +20°.
В 1940 году фирмами «Аппель» и «Ф. Шихау» был сконструирован новый лафет для 20-мм пушек KwK.30 и KwK.38, который обеспечивал угол склонения −4° и угол возвышения +87°. Пушка KwK.38 обладала практической скорострельностью до 160 выстрелов в минуту. Её боезапас составлял 180 выстрелов (18 магазинов), а с четырьмя дополнительными магазинами — 220 выстрелов (18 магазинов хранились в корпусе и башне, четыре дополнительных — на кожухе двигателя).
Все бронеавтомобили укомплектовывались оптическими прицелами TZF За, а часть машин — прицелами «Fliegervister 38», которые позволяли вести огонь по самолётам противника. У пушки и пулемёта был электрический спуск, отдельный для каждого вида вооружения. Наведение пушки на цель и вращение башни осуществлялись вручную.
Личное вооружение экипажа бронеавтомобиля составляли пистолеты Р-08 и Р-38, а также пистолет-пулемёты МР-38 или МР-40 (боезапас 192 патрона).

### Двигатель и трансмиссия
На бронеавтомобиле устанавливался 8-цилиндровый V-образный двигатель. С рабочим объёмом 3,5 л двигатель развивал мощность в 75 л. с. С 1942 года Sd.Kfz. 222 оснащался 8-цилиндровым V-образным двигателем объёмом 3.8 л, позволявшим развивать мощность в 90 л. с.
Бронеавтомобили Sd.Kfz. 222 оснащались восьмицилиндровым V-образным карбюраторным двигателем жидкостного охлаждения с центральным распредвалом и верхним расположением клапанов «Хорх» V8-108 мощностью 56.7 кВт (75 л с.) и рабочим объёмом 3517 см' с карбюратором «Solex» 32 JFP (с 1941 года 30 JFP). Сцепление однодисковое, сухое, фрикционное «Фихтель & Сакс» PF 20 KZM с гидравлическим приводом.
Механическая планетарная коробка передач «Dnheits» производства фирмы «Ауто-Юнион/Хорх», обеспечивала движение вперед на пяти передачах и назад на одной. Переключение передач осуществлялось при помощи рычага, расположенного справа от места водителя.
Крутящий момент передавался посредством тройной распределительной цепи.

### Ходовая часть
Механические или гидравлические тормоза колодочного типа «Хорх» устанавливались на все колёса.

### Средства связи и дополнительное оборудование
Бронеавтомобиль Sd.Kfz. 222 не имел радиостанции, в качестве средств связи он укомплектовывался 27-мм ракетницей LP или «Вальтер» с запасом ракет и комплектом сигнальных флажков.
Дополнительное оборудование состояло из шанцевого инструмента, закрепленного на бортах корпуса, и стандартного комплекта запасных частей, хранившихся в инструментальных ящиках на бортах машины. Внутри боевого отделения находился огнетушитель и аптечка первой помощи. Кроме того, на бронемашине имелись канистры с топливом и питьевой водой.

## Модификации
С 1935 по 1940 год заводы «Хорх» в Цвиккау и MNH в Ганновере выпускали для Sd.Kfz.222, как и для Sd.Kfz.221, шасси 801/EG 1. В 1941 году началось серийное производство модифицированного шасси «Хорх» 801/V, оснащённого улучшенным двигателем с рабочим объёмом 3800 см’ и мощностью 59,6 кВт (81 л. с.). На машинах поздних выпусков двигатель форсировали до 66 кВт (90 л с). Кроме того, новое шасси имело 36 технических нововведений, из которых самым главным были гидравлические тормоза. Модификация с шасси «Хорх» 801N стала обозначаться Ausf.В, а с прежним шасси «Хорх» 801/EG 1 — Ausf.А.
Наряду с разведывательными модификациями выпускались и специальные. Речь здесь идет о вариантах Sd.Kfz. 223 и Sd.Kfz. 260/261.
Первый представлял собой радиомашину для обеспечения связи разведывательных подразделений. Она оснащалась радиостанциями Fu 10 или Ful9, а позже Ful2 со складывающейся рамочной или штыревой антенной. Башня с вооружением сохранилась от модификации Sd.Kfz. 221. Боевая масса возросла до 4,4 т.
Бронеавтомобили Sd.Kfz. 260/261 — машины связи для танковых и моторизованных частей, различавшиеся только типом радиостанции. На Sd.Kfz.260 устанавливалась радиостанция Fu 7 с телескопической штыревой антенной, на Sd.Kfz. 261 — Fu 12 с рамочной антенной. Экипаж каждой состоял из четырёх человек.
Радиомашин Sd.Kfz. 223 и Sd.Kfz. 260/261 было изготовлено соответственно 559 и 484 единицы. Всего же с 1935 по 1944 год заводские цеха фирм Horch, MNH и Weserhütte покинули почти 2400 машин всех модификаций.

## Боевое применение
Sd.Kfz. 222 использовались германскими войсками на всём протяжении Второй мировой войны, небольшое их количество было также продано другим странам. Применялся разведывательными батальонами (Aufklärungs-Abteilungen) танковых дивизий вермахта, с начала Второй мировой войны, проявив хорошую подвижность, маневренность и скорость в условиях развитой дорожной сети Западной и Центральной Европы. На Африканском театре военных действий, а также на Восточном фронте применение Sd.Kfz. 222 было сопряжено с трудностями ввиду сравнительно невысокой проходимости бронеавтомобиля, где позже он был вытеснен лёгкими полугусеничными бронетранспортёрами Sd.Kfz. 250.
Боевая карьера лёгких двухосных бронеавтомобилей началась с аннексии Судетской области Чехословакии осенью 1938 года. На 1 сентября 1939 года в войсках числилось 718 легких бронеавтомобилей, из которых около 180 приходилось на Sd Kfz 13/14. К маю 1940 года их было ровно 800. К 1 июня 1941 года на вооружении находилось 928 машин, практически все были Sd.Kfz. 221, Sd.Kfz. 222, Sd.Kfz. 223 и лишь незначительное количество Sd Kfz 13/14.
На 1 июня 1942 года вермахт располагал 1016 легкими бронеавтомобилями. Данные о потерях в более поздний период говорят о том, что их интенсивно эксплуатировали вплоть до конца войны — по ведомостям с 1 декабря 1943 года по 30 ноября 1944 года вермахт потерял 150 Sd.Kfz. 221 и 223 и 240 Sd.Kfz. 222.
К началу Второй мировой войны в состав танковой дивизии Вермахта в среднем входило до 90 лёгких броневиков, около 60 из них были сосредоточены в разведывательном батальоне. Ещё больше имелось их в лёгких дивизиях. В разведывательном полку 3-й лёгкой дивизии, например, значилась 121 бронемашина.
Радиомашины Sd.Kfz.260/261 использовались в качестве штабных машин связи в звене «полк — дивизия» и состояли на вооружении соответствующих подразделений в соединениях всех типов.
К началу операции «Барбаросса» в немецких войсках насчитывалась 961 бронемашина Sd.Kfz. 221, 222 и 223. В условиях российского бездорожья очень скоро выяснилось, что лёгкие броневики, несмотря на наличие двух ведущих мостов, имеют ограниченную тактическую подвижность. К концу 1941 года на Восточном фронте была потеряна 341 машина. Значительно более эффективным оказалось их применение в Северной Африке в составе разведывательного батальона 5-й лёгкой дивизии Африканского корпуса.

## Экспорт
Во время войны 20 бронемашин Sd.Kfz. 222 и Sd.Kfz. 223 получила болгарская армия. Броневики участвовали в операциях по борьбе с югославскими партизанами на территории Македонии, оккупированной болгарскими войсками. С конца 1944 года они использовались в боевых действиях против немецких войск.
В 1937—1938 годах Германия поставила Китаю 18 Sd.Kfz. 221, 4 Sd.Kfz. 222 и 4 Sd.Kfz. 223. Эти машины принимали участие в боях с японцами.

## Использовался
- Германия
- Болгария — 20 машин (17 Sd.Kfz. 222 и 3 Sd.Kfz. 223)
- Китай — 4 единицы
- Украина — 1 единица (Sd.Kfz. 222 по известным данным)

## Фотогалерея

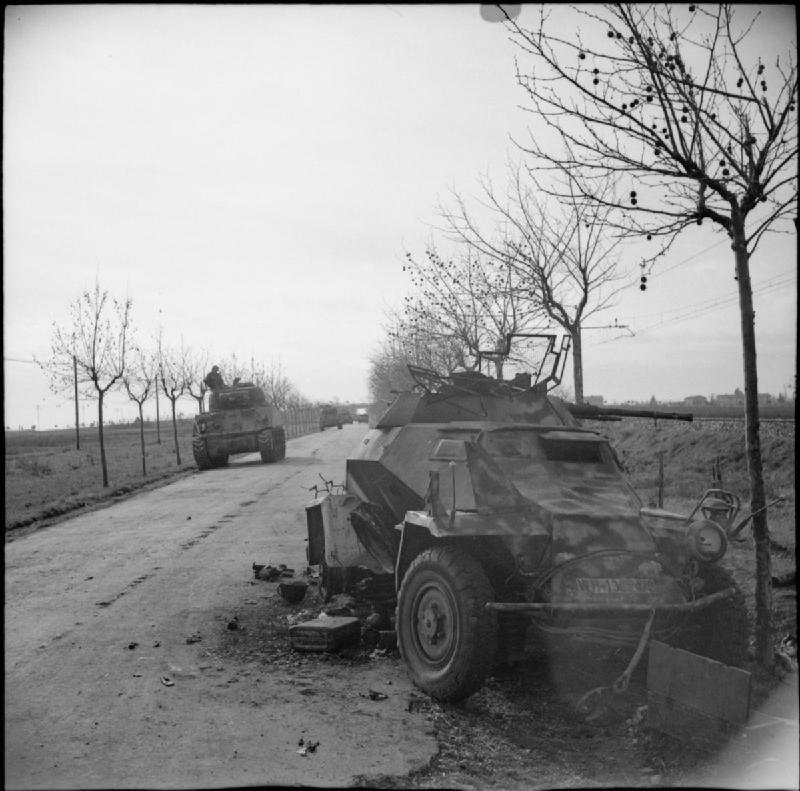
Подбитый Sd.Kfz.222, Италия, 25 января 1944
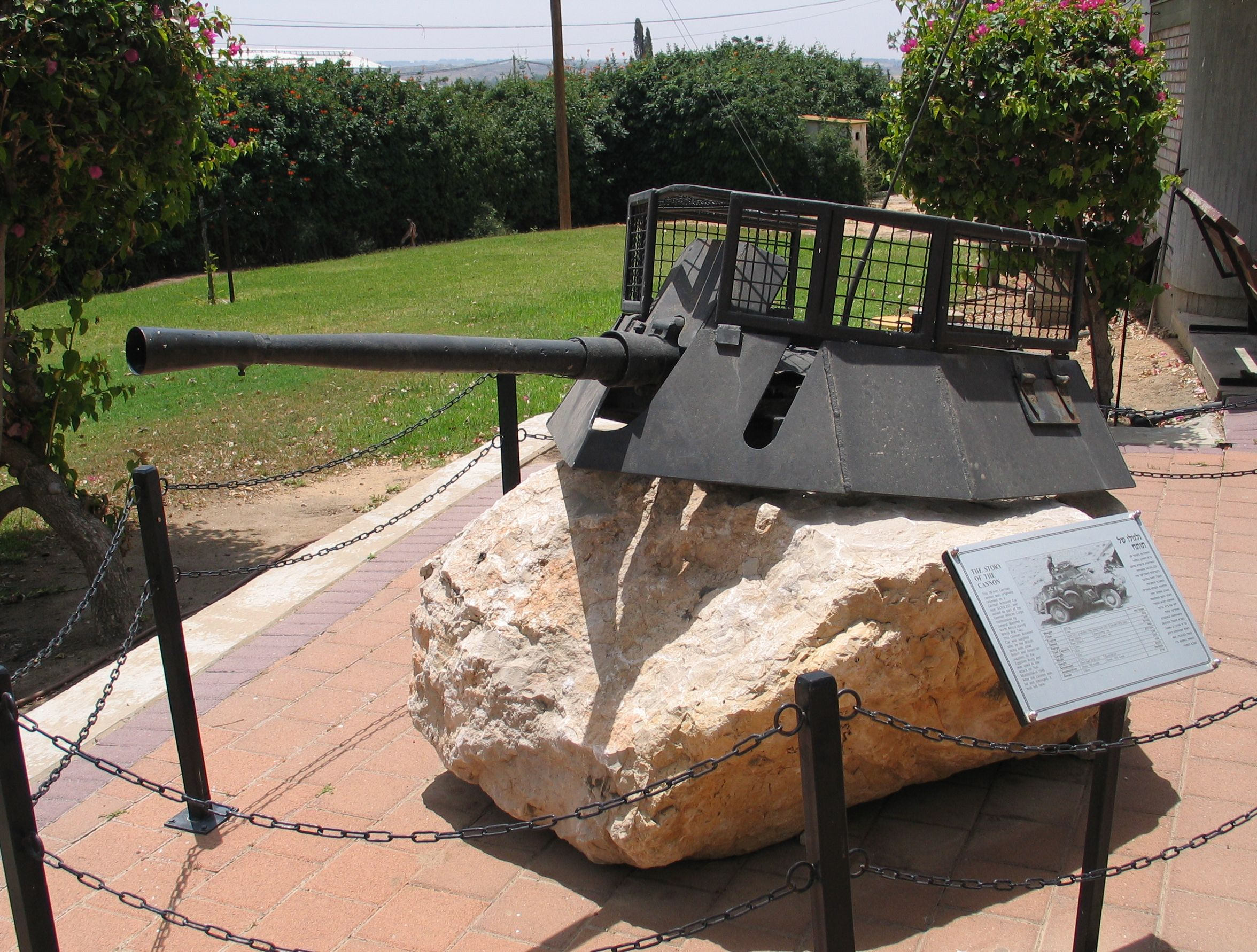
Открытая крыша башни
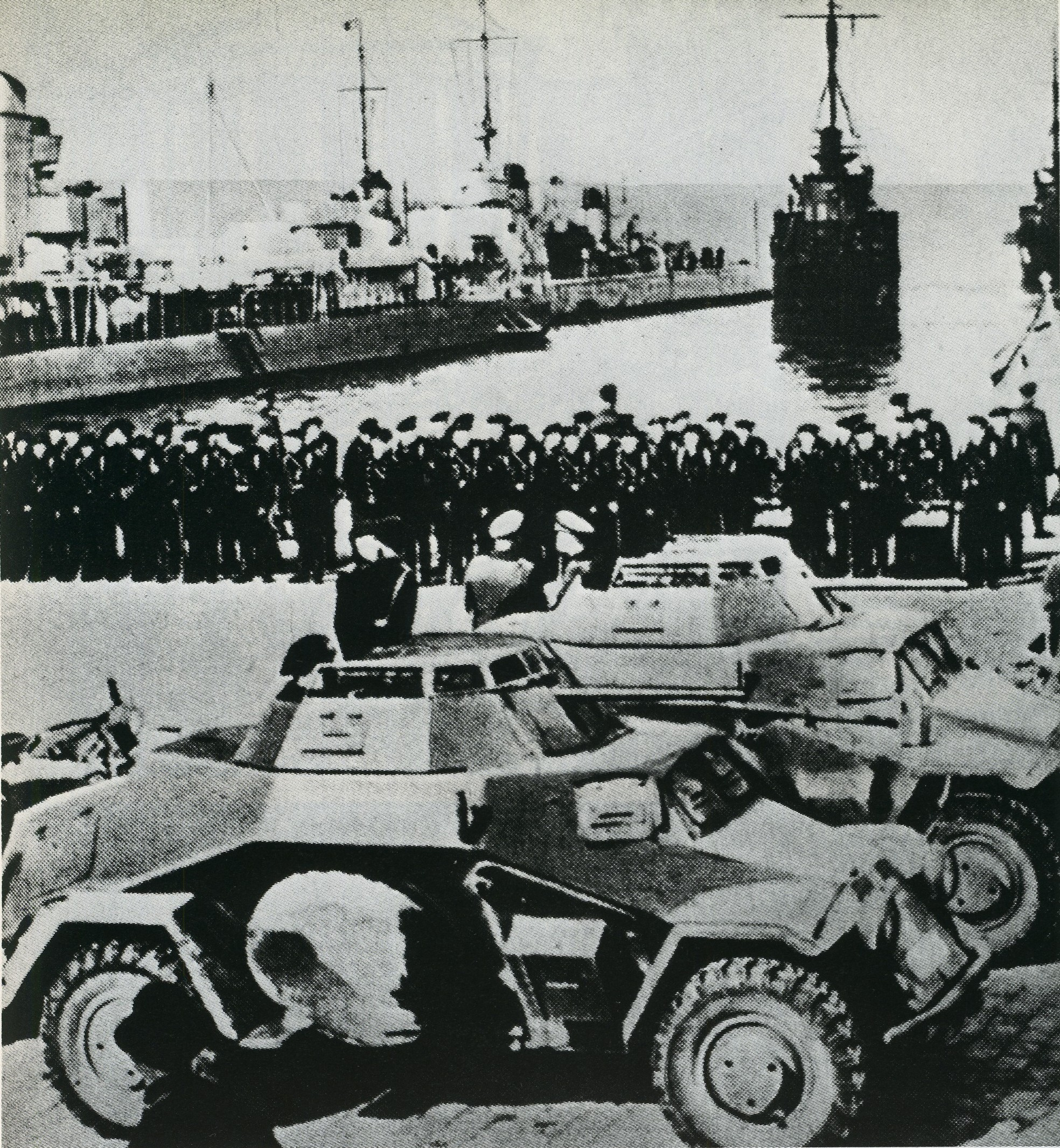
В Мемеле, март 1939 года
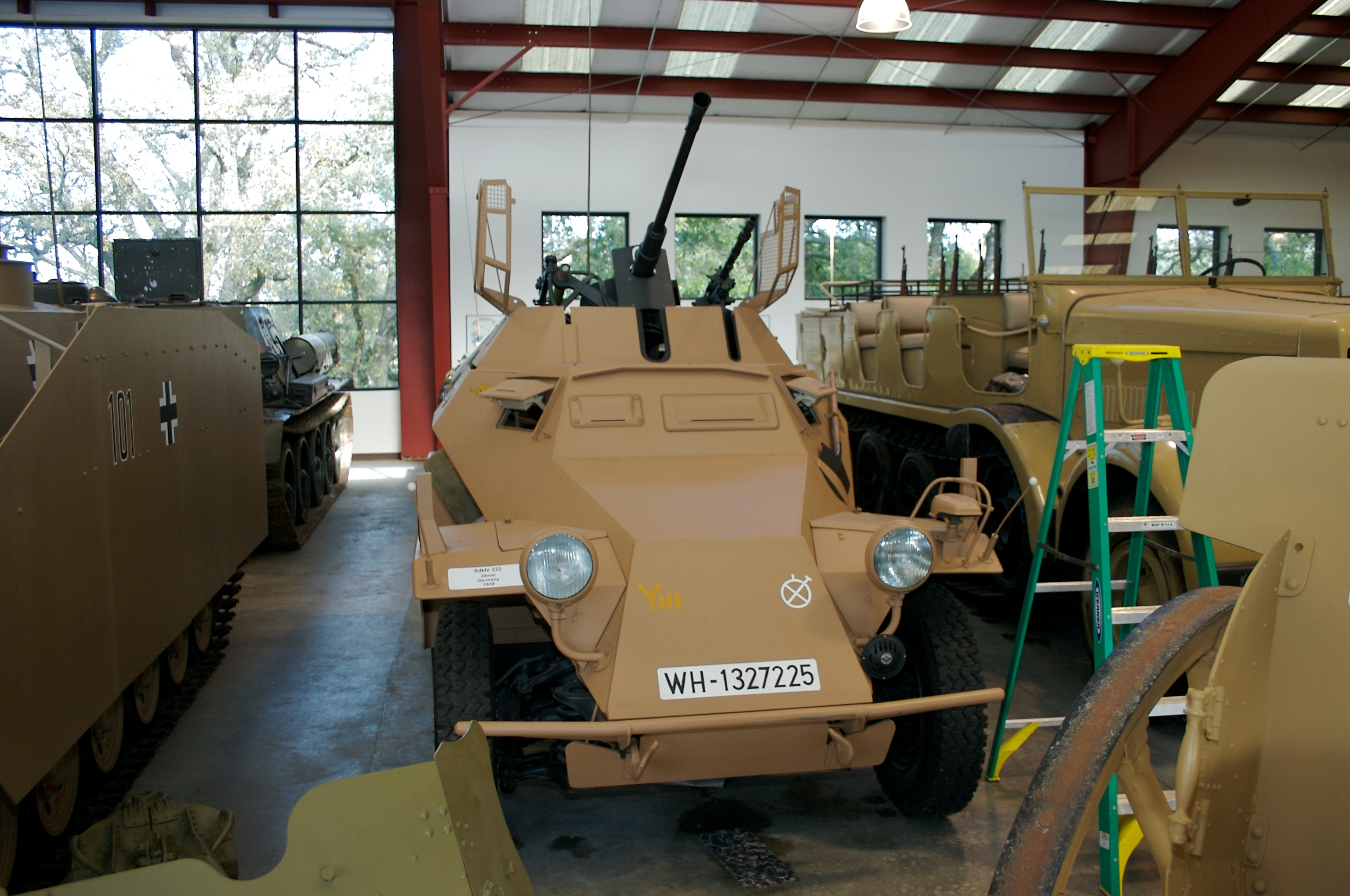
Sd.Kfz.222 в частной коллекции
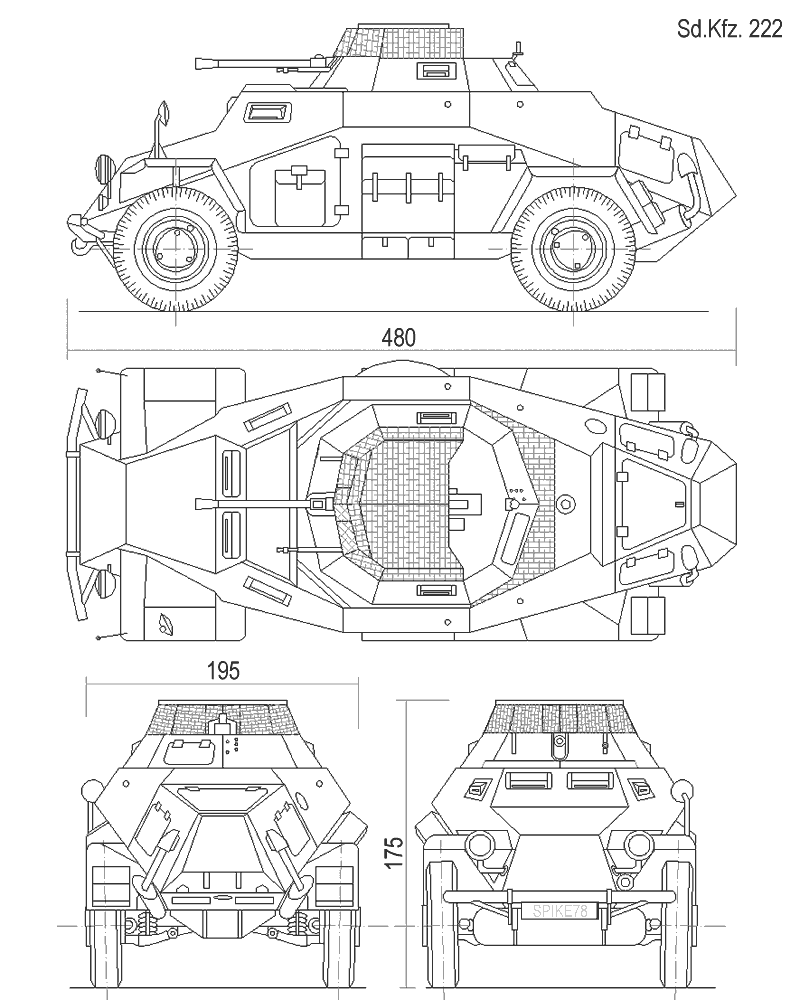
Компоновочная схема бронеавтомобиля
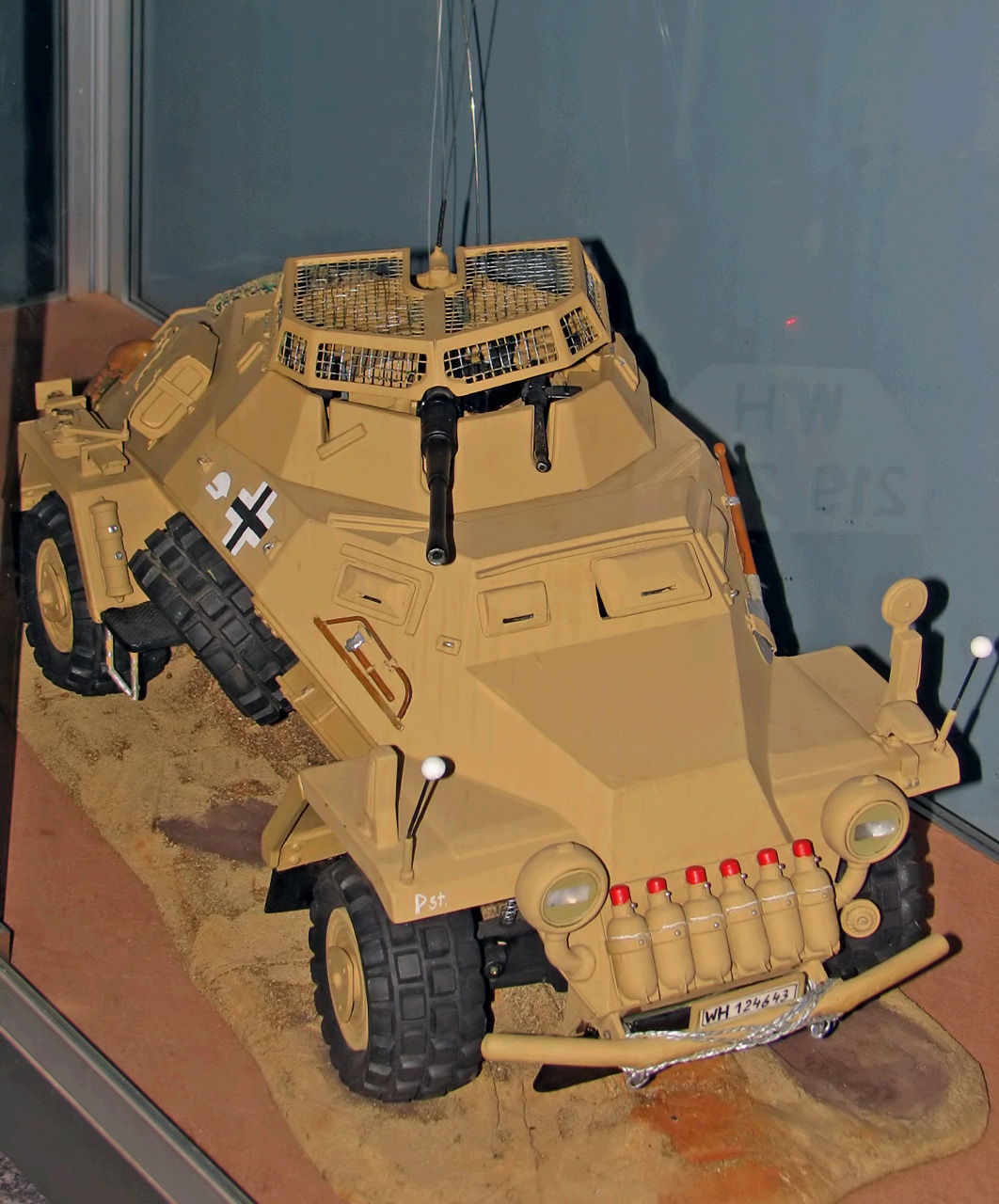
Масштабная модель Sd.Kfz. 222
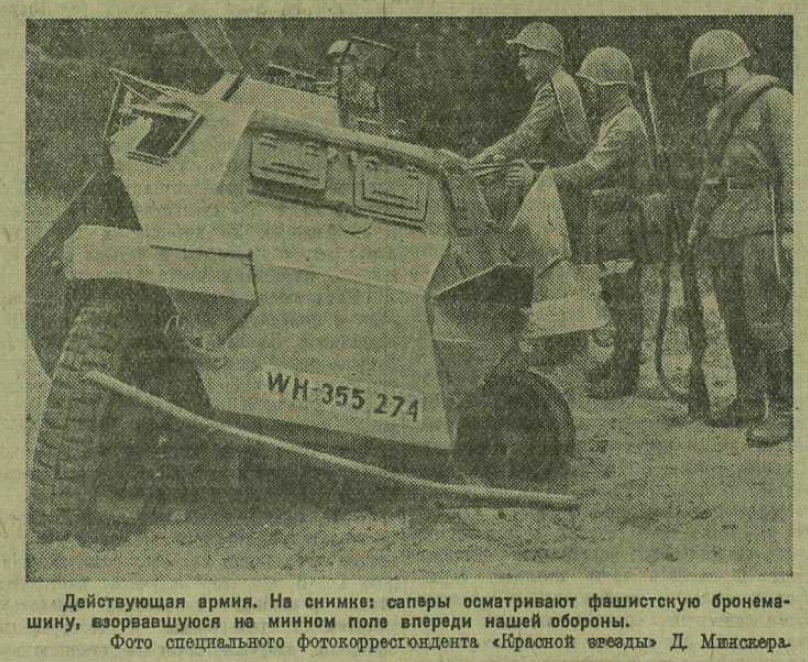
Сапёры РККА осматривают фашистскую бронемашину, взорвавшуюся на минном поле впереди нашей обороны. 16 августа 1941 г.
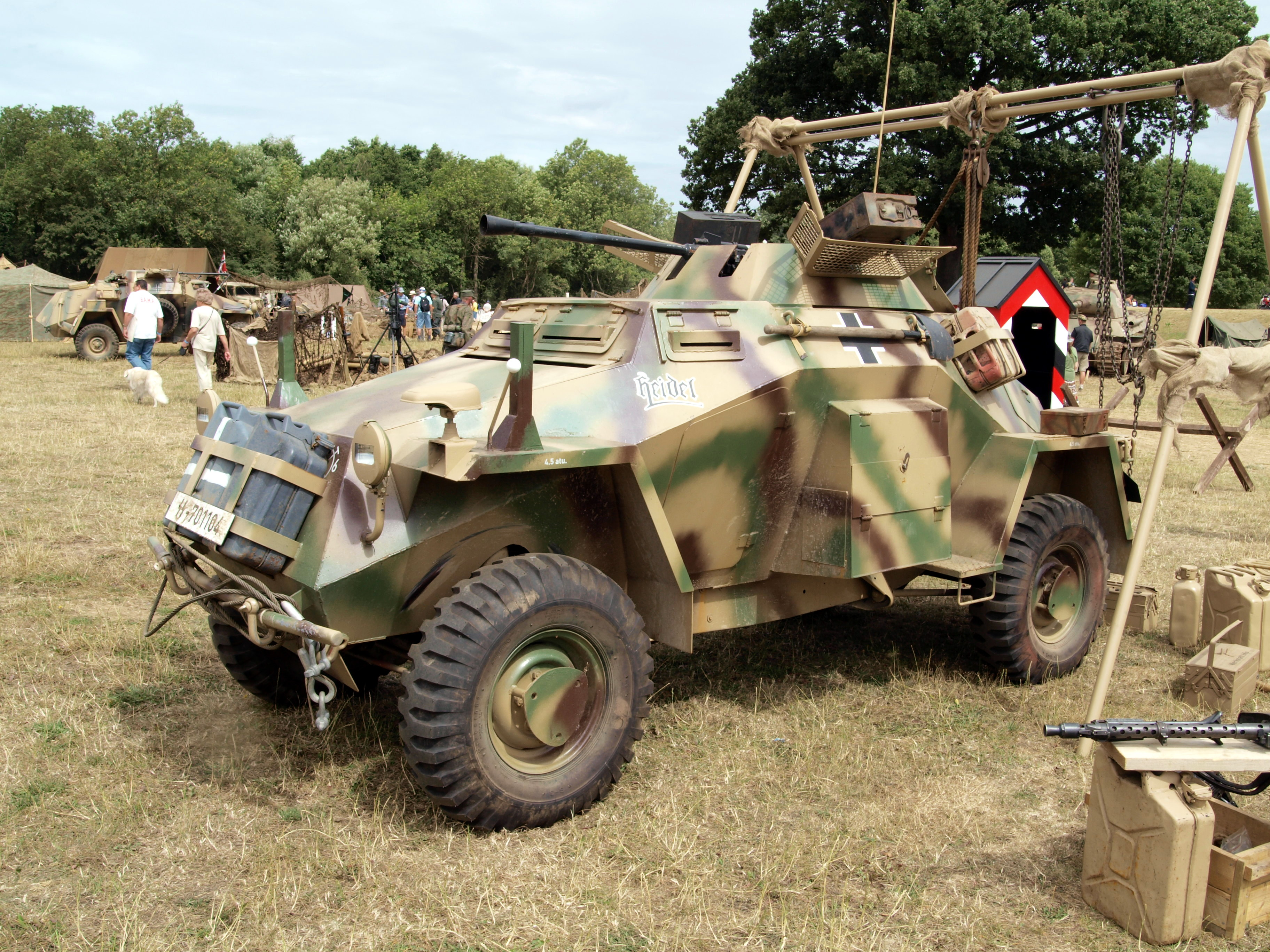
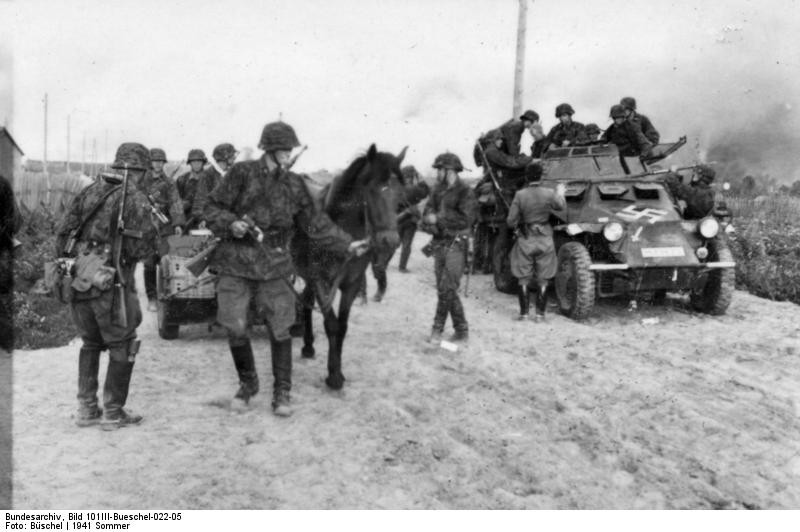
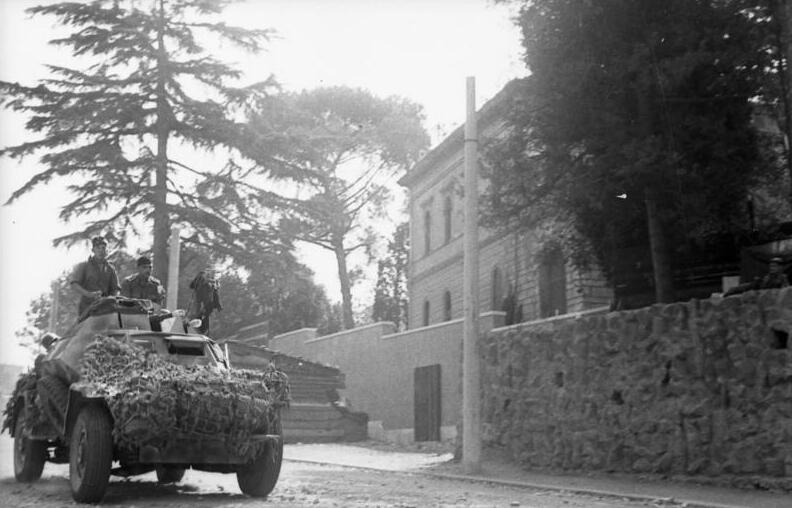
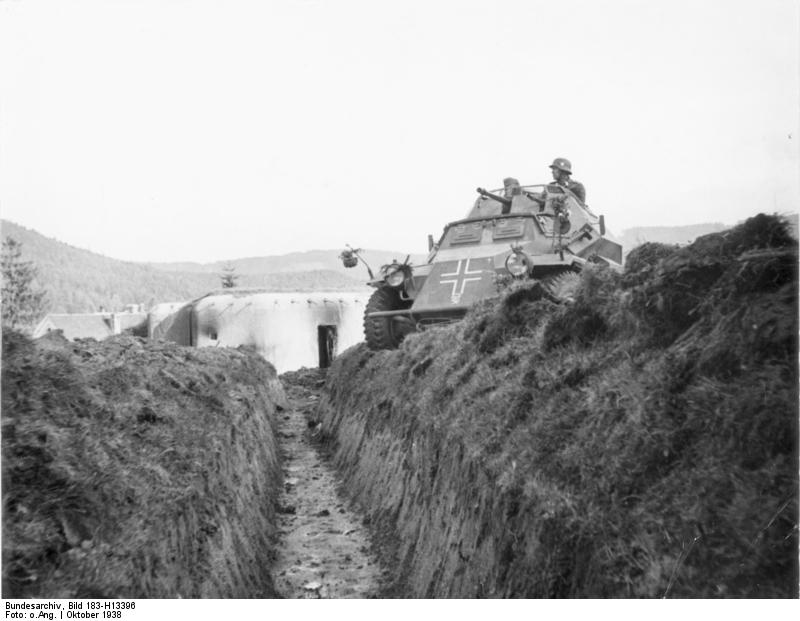
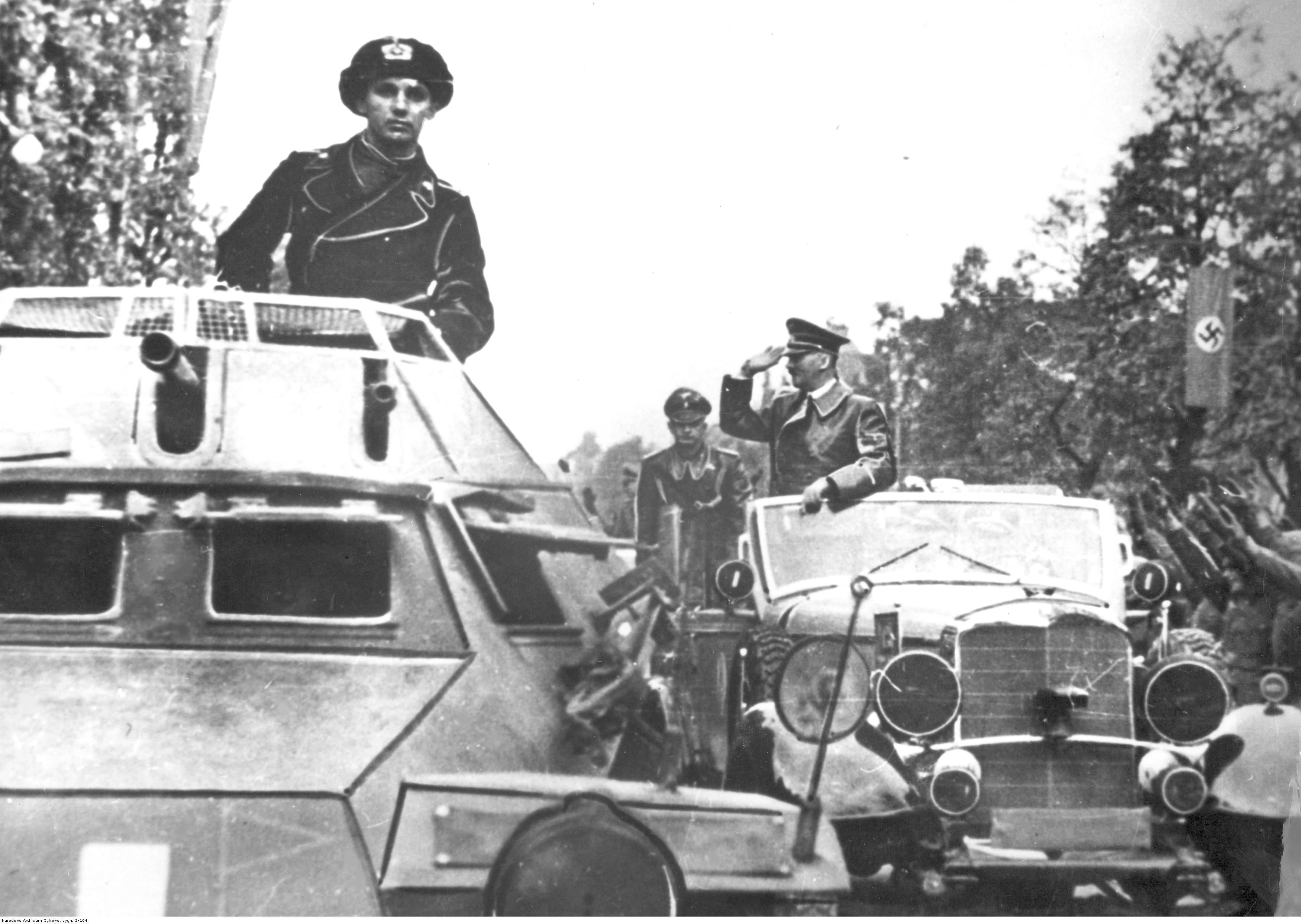
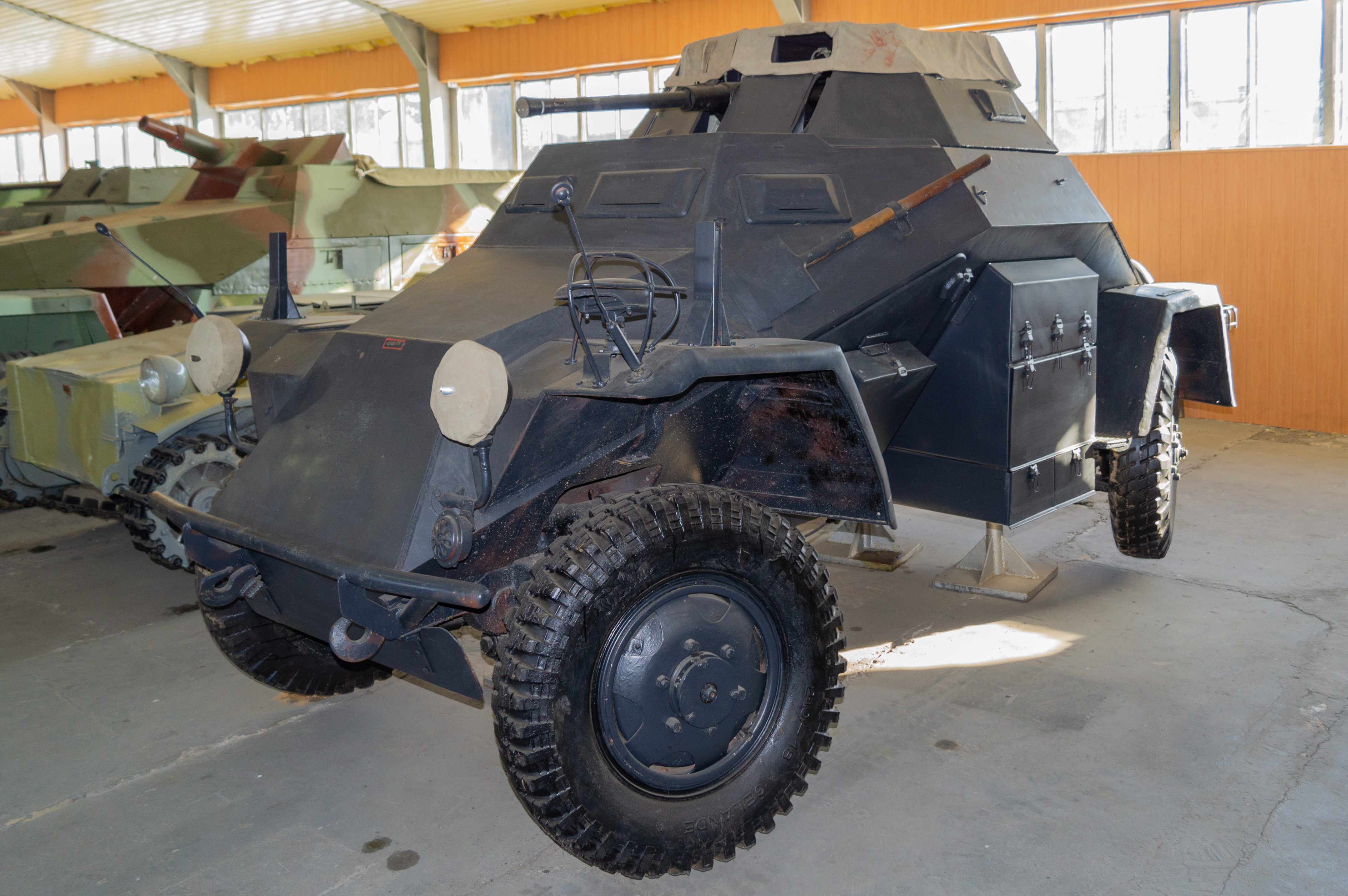
Sd.Kfz. 222 в Бронетанковом музее в Кубинке